# Арка на Друз
Арката на Друз (на латински: Arcus Drusi) е триумфална арка построена към края на 1 век преди нoвата ера в Рим.

## Местоположение
Арката, която по традиция е наречена Арка на Друз се издига точно зад портата Сан Себастиано на Аврелиановата стена на някогашния Апиев път. Истинската арка посветена на Друз може да е стояла в близост до кръстовището на Виа Апия, Виа Латина и Виа дела Фератела.

## История
През 9 г. пр.н.е. сенатът на Рим нарежда построяването на голяма и богато украсена с военни трофеи мраморна арка в чест на успешния военачалник Нерон Клавдий Друз, която вероятно е дала името си на древната улица Викус Друзианус в Първи регион. Съвременните изследователи са единодушни, че конструкцията, която от още от 16 век по традиция е наречена Арка на Друз в действителност не е свързана с брата на император Тиберий и принадлежи на по-късен период. Според една хипотеза тази арка в действителност е построена като част от разширение на акведукта Аква Марция изградено от император Каракала в периода от 211 до 216 година, тъй като през конструкцията е преминавал акведукта Аква Антониниана, който е снабдявал с вода Баните на Каракала, но видимата част от облицован с тухли бетон над прохода е датиран от още по-късен период. По-вероятно е самата арка да е построена преди 3 век, а съществуват и предположения, че тя е всъщност арка на Траян, която също е била разположена в Първи регион.

## Описание
Първоначално изградената арка е била тройна, но до съвремието е достигнала единствено централната част. Конструкцията е изградена от травертин и облицована с мрамор, а от двете страни на прохода ѝ се издига по една колона от бял нумидийски мрамор с мраморна база и капител изпълнени в композитен стил. Самият проход на арката има височина 7,21 метра, дължина 5,34 метра и ширина 5,61 метра.